# کارل گوستاف (توپ بدون لگد)
توپ بدون لگد کارل گوستاف (به سوئدی: Granatgevär 8.4cm Carl-Gustaf) نوعی سلاح چندمنظوره ۸۴ میلی‌متری قابل حمل توسط نفر و ساخت شرکت سوئدی ساب بوفورس داینامیکس است. نخستین پیش‌نمونه کارل گوستاف در سال ۱۹۴۶ ساخته شده و دو سال بعد وارد ارتش سوئد شد. در حالی‌که تمامی سلاح‌های مشابه معاصر کارل گوستاف امروزه به‌طور کامل از صحنه جنگ‌های مدرن محو شده‌اند این سلاح سوئدی هم‌اکنون در بیش از ۴۰ کشور جهان به کار گرفته شده و همچنان در حال تولید است.
کارل گوستاف در اصل به عنوان سلاح ضدتانک پیاده‌نظام ساخته شده اما در واقع یکی از انعطاف‌پذیرترین و چندکاره‌ترین توپ‌های بدون لگد است که در نقش‌های مختلفی از جمله سلاح ضد سنگر و ضد نفر هم می‌توان از آن استفاده کرد. این سلاح علاوه بر سوئد در نیروهای مسلح کشورهای متعدد دیگری از جمله آمریکا، آلمان، کانادا، بلژیک، استرالیا، اتریش و هند نیز مورد استفاده قرار گرفته‌است. کارل گوستاف از گلوله‌های متنوعی از جمله گلوله‌های انفجار خلاء (HEAT)، تکه‌تکه شونده، دودزا و منور استفاده می‌کند و لانچر آن قابل استفاده مجدد است. این سلاح هم با سه‌پایه و هم به صورت دوش‌پرتاب قابل شلیک است و به‌طور استاندارد به دو نفر خدمه (تیرانداز و گلوله‌گذار) نیاز دارد اما توسط یک نفر هم قابل استفاده است. نقطه ضعف اصلی توپ بدون لگد کارل گوستاف وزن و حجم زیاد آن در مقایسه با مهمترین رقیب خود یعنی راکت‌انداز آرپی‌جی-۷ است.
در سال ۱۹۶۴ مدل ارتقایافته این سلاح به نام ام۲ تولید شده و به سرعت جایگزین مدل قدیمی شد. تولید مدل ام۳ نیز از سال ۱۹۹۱ آغاز شده که در این مدل از پلاستیک و آلیاژهای آلومینیوم در برخی قسمت‌های خارجی به جای فولاد استفاده شده و وزن سلاح به حدود ۱۰ کیلوگرم کاهش یافته‌است. در سال‌های اخیر توجه دوباره‌ای به این سلاح شده و تفنگداران نیروی زمینی و نیروهای ویژه آمریکا، و واحد ویژه نیروی هوایی بریتانیا از این سلاح به عنوان سلاح ضدسنگر و ضدخودرو استفاده می‌کنند. در یکی از وقایع معروف جنگ فالکلند یکی از تفنگداران دریایی انگلیسی با یک کارل گوستاف به یک ناوچه سبک آرژانتینی حمله کرد. در جنگ‌های اخیر در افغانستان، سوریه و لیبی هم موارد متعددی از کاربرد این سلاح مشاهده شده‌است. ارتش آمریکا به تازگی درخواست تولید مدل سبک‌تری از این سلاح را برای استفاده سربازان عادی خود در افغانستان داده‌است.
طول این سلاح ۱۱۳ سانتی‌متر و وزن خالی آن در مدل ام۳ حدود ۹٫۵ کیلوگرم است. برد مفید کارل گوستاف علیه تانک در حال حرکت ۱۵۰ متر و علیه اهداف ثابت تا ۷۰۰ متر است که با استفاده از گلوله‌های دارای تقویت‌کننده راکتی این برد تا یک کیلومتر افزایش می‌یابد. گلوله‌های انفجار خلاء (HEAT) مدل ام۳ کارل گوستاف قادر به شکافتن ۵۰۰ میلی‌متر زره فولاد ورقه‌ای پس از عبور از زره واکنشی انفجاری هستند. دوربین نشانه‌روی برای هدف‌گیری، دوربین‌های دید در شب و مسافت‌یاب لیزری هم بر روی این سلاح قابل نصب هستند.